# 1891年のメジャーリーグベースボール
以下は、メジャーリーグベースボール（MLB）における1891年のできごとを記す。
アメリカン・アソシエーションではプレイヤーズ・リーグから移ってきたボストン・レッズが前年のプレイヤーズ・リーグ優勝に続きこの年はアメリカン・アソシエーションで優勝し、ナショナルリーグではボストン・ビーンイーターズ(後のブレーブス)が8年ぶり4度目の優勝をした。
1890年のメジャーリーグベースボール - 1891年のメジャーリーグベースボール - 1892年のメジャーリーグベースボール

## できごと
ナショナルリーグのボストン・ビーンイーターズはこの年からリーグ3連覇し、さらに1887年・1888年も2連覇で1880年代に5度優勝し、黄金時代であった。
アメリカン・アソシエーションはこの年限りで解散したので最後のシーズンとなった。それは前年のプレイヤーズ・リーグの影響を受けた波乱の1年となった。

### アメリカン・アソシエーションの運営破綻
この年に優勝したボストン・レッズは前年1890年のプレイヤーズ・リーグ創設に合わせて作られた球団で、キング・ケリー監督の下で、投手はチャールズ・ラドボーン、ビル・デイリー、打者ではダン・ブローザース、ハーディー・リチャードソン、そしてトム・ブラウン、ハリー・ストーヴィーらの俊足の選手が揃ってプレイヤーズ・リーグの最初で最後のシーズンを優勝し、そしてレッズは翌年にアメリカン・アソシエーションに加盟し、監督は交代したがデューク・ファレル、ヒュー・ダフィーが打線に加わり、ダン・ブローザースが首位打者、ファレルとダフィーがリーグ最多の110打点、トム・ブラウンは189安打、得点177、盗塁106という記録を作り、2位のセントルイス・ブラウンズ（現カージナルス）を8.5ゲーム引き離してアメリカン・アソシエーションでのシーズンを優勝した。ところがこの年のアメリカン・アソシエーションの全ての球団は赤字であった。

### ナショナルリーグとのトラブル
前年のプレイヤーズ・リーグに「フィラデルフィア・クエーカーズ」が加盟したが、アメリカン・アソシエーションにはフィラデルフィア・アスレチックス (1882-1890年)が既に加盟していた。しかしわずか1年でプレイヤーズ・リーグは解散し、また同時にアメリカン・アソシエーションの「アスレチックス」がリーグを脱退する事態が置きたため、クエーカーズは翌1891年にアメリカン・アソシエーションに加盟し、元のアメリカン・アソシエーションの「アスレチックス」を吸収合併して前のチームの愛称「アスレチックス」を引き継いでフィラデルフィア・アスレチックス (1890-1891年)となった。
このプレイヤーズ・リーグから来たフィラデルフィア・アスレチックス(前年はクエーカーズ)と、ナショナルリーグのボストン・ビーンイーターズ(後のブレーブス)及びピッツバーグ・パイレーツとの間で、前年にプレイヤーズ・リーグに引き抜かれた元アメリカン・アソシエーションの2選手が元のアスレチックス（前年のアスレチックスとは別になる）に戻ることなく、ナショナルリーグの両球団に移ったことから横取りされたとして、両リーグ間で対立が生じた。結局調停委員会に持ち込まれて2選手の保有権はナショナルリーグにあるとの裁定が出た。この選手の移籍問題についてはファンも委員会とナショナルリーグを批判し、アメリカン・アソシエーションはナショナルリーグのフランチャイズ権があったシンシナティに新しくシンシナティ・ポーカーズ（1891年）を加盟させたりして、両リーグの反目が続いた。そしてシーズン途中から両リーグの対立は事態が膠着したままシーズンを終えた。
シンシナティについては1889年までアメリカン・アソシエーションに所属していたシンシナティ・レッドストッキングス(後のレッズ)が1890年にナショナルリーグに移ったことでアメリカン・アソシエーションも反発していたことも影響していたが、このシンシナティ・ポーカーズが1891年の途中で破綻してミルウォーキー・ブルワーズ(1891年)が8月から加わった。そしてポストシーズンの全米選手権（19世紀のワールドシリーズ）は開催されなかった。

### 事態の打開
シーズン終了後にプレイヤーズ・リーグ騒動から痛手を受けたアメリカン・アソシエーションの加盟全球団の経営が行き詰まっている現状を見て、ここでナショナルリーグは一挙に問題の打開策を打ち出した。それがリーグの合併であった。急遽両リーグの首脳会談が開かれて合併が討議され、アメリカン・アソシエーションの4球団を吸収し、後の4球団を売却させる工作を始め、1891年12月にアメリカン・アソシエーションは正式にその全ての権利をナショナルリーグに譲渡して、ボルチモア・オリオールズ(1882年-1899年)、ワシントン・セネタース (1891-1899年)、セントルイス・ブラウンズ(後のカージナルス)、ルイビル・カーネルズ(1882年-1899年)はナショナルリーグに移り、他の4球団ボストン・レッズ(1890年-1891年)、コロンバス・ソロンズ(1889年-1891年)、ミルウォーキー・ブルワーズ(1891年)、フィラデルフィア・アスレチックス (1890-1891年)を売却させてこの年限りでアメリカン・アソシエーションは10年の歴史に幕を閉じた。
そしてナショナルリーグは翌1892年に8球団から12球団体制となり、この体制は1999年まで続いた。
- ボストン・レッズはアメリカン・アソシエーションが解体され、ナショナルリーグには既にボストン・ビーンイーターズが加盟していたため、ナショナルリーグはボストン・レッズの参加を拒否した。そのため、ボストン・レッズのオーナーはナショナルリーグから13万5,000ドルの和解金の支払いを受けてチームは解体された。
- キング・ケリーは、この年にボストン・レッズを離れて、同じアメリカン・アソシエーションのシンシナティ・ポーカーズを率いたが低迷して破綻したためシーズン途中でチームを離れた。そしてシーズン終盤にナショナルリーグのボストン・ビーンイーターズに移り、1893年にニューヨーク・ジャイアンツに移籍して、1893年限りで引退した。

### キャッチャーミット
1875年以降、チャーリー・ウエイト選手のグラブ考案から毎年のように野手のグラブの改善が進んだが、捕手のグラブも日進月歩して、1885年には捕手のプロテクターを考案したジョージ・マイヤーズ捕手がその後　キャッチャーミットを大型化して周囲に分厚いパッドをグラブに入れたりしたが、リーグ側が許可しなかった。しかし、その後他の球団でもこの大型キャッチャーミットが広がり、この年に正式に使用が許可された。

### 規則の改訂
- 試合中にどんな時点でも選手の交代が可能となった。

### 記録
- 5月14日　チャールズ・ラドボーンが史上4人目の300勝を達成した。

## 最終成績
| 順 | チーム                           | 勝利 | 敗戦 | 勝率 | G差  |
| -- | -------------------------------- | ---- | ---- | ---- | ---- |
| 1  | ボストン・レッズ                 | 93   | 42   | .689 | --   |
| 2  | セントルイス・ブラウンズ         | 85   | 51   | .625 | 8.5  |
| 3  | ミルウォーキー・ブルワーズ       | 21   | 15   | .583 | 22.5 |
| 4  | ボルチモア・オリオールズ         | 71   | 64   | .526 | 22.0 |
| 5  | フィラデルフィア・アスレチックス | 73   | 66   | .525 | 22.0 |
| 6  | コロンバス・ソロンズ             | 61   | 76   | .445 | 33.0 |
| 7  | シンシナティ・ポーカーズ         | 43   | 57   | .430 | 32.5 |
| 8  | ルイビル・カーネルズ             | 54   | 83   | .394 | 40.0 |
| 9  | ワシントン・セネタース           | 44   | 91   | .326 | 49.0 |

| 順 | チーム                       | 勝利 | 敗戦 | 勝率 | G差  |
| -- | ---------------------------- | ---- | ---- | ---- | ---- |
| 1  | ボストン・ビーンイーターズ   | 87   | 51   | .630 | --   |
| 2  | シカゴ・コルツ               | 82   | 53   | .607 | 3.5  |
| 3  | ニューヨーク・ジャイアンツ   | 71   | 61   | .538 | 13.0 |
| 4  | フィラデルフィア・フィリーズ | 68   | 69   | .496 | 18.5 |
| 5  | クリーブランド・スパイダーズ | 65   | 74   | .468 | 22.5 |
| 6  | ブルックリン・グルームズ     | 61   | 76   | .445 | 25.5 |
| 7  | シンシナティ・レッズ         | 56   | 81   | .409 | 30.5 |
| 8  | ピッツバーグ・パイレーツ     | 55   | 80   | .407 | 30.5 |

## 個人タイトル

### アメリカン・アソシエーション
| 項目   | 選手                     | 記録 |
| ------ | ------------------------ | ---- |
| 打率   | ダン・ブローザース (BOS) | .350 |
| 本塁打 | デューク・ファレル (BOS) | 12   |
| 打点   | デューク・ファレル (BOS) | 110  |
| 打点   | ヒュー・ダフィー (BOS)   | 110  |
| 得点   | トム・ブラウン (BOS)     | 177  |
| 安打   | トム・ブラウン (BOS)     | 189  |
| 盗塁   | トム・ブラウン (BOS)     | 106  |

| 項目   | 選手                         | 記録 |
| ------ | ---------------------------- | ---- |
| 勝利   | セイディー・マクマホン (BAL) | 33   |
| 防御率 | エド・クレーン (CKK)         | 2.45 |
| 奪三振 | ジャック・スティベッツ (STL) | 158  |
| 投球回 | セイディー・マクマホン (BAL) | 503  |
| セーブ | ジョー・ニール (STL)         | 3    |

### ナショナルリーグ
| 項目   | 選手                     | 記録 |
| ------ | ------------------------ | ---- |
| 打率   | ビリー・ハミルトン (PHI) | .340 |
| 本塁打 | ハリー・ストービー (BSN) | 16   |
| 本塁打 | マイク・ティアマン (NYG) | 16   |
| 打点   | キャップ・アンソン (CHC) | 120  |
| 得点   | ビリー・ハミルトン (PHI) | 141  |
| 安打   | ビリー・ハミルトン (PHI) | 179  |
| 盗塁   | ビリー・ハミルトン (PHI) | 111  |

| 項目   | 選手                       | 記録  |
| ------ | -------------------------- | ----- |
| 勝利   | ビル・ハッチソン (CHC)     | 44    |
| 防御率 | ジョン・ユーイング (NYG)   | 2.27  |
| 奪三振 | ビル・ハッチソン (CHC)     | 314   |
| 投球回 | ビル・ハッチソン (CHC)     | 561.0 |
| セーブ | キッド・ニコルズ (BSN)     | 3     |
| セーブ | ジョン・クラークソン (BSN) | 3     |

## 参考
- ナショナルリーグ順位表
- アメリカン・アソシエーション順位表